# مجلس النواب اللبناني
مجلس النواب اللبناني، هو السلطة التشريعية في الجمهورية اللبنانية.

## مجلس النواب في الوقت الحالي
بعد التوقيع على اتفاق الطائف أصبح البرلمان اللبناني يضم 128 عضواً مناصفة بين المسلمين والمسيحيين بعد أن كان يعطي منذ الاستقلال نسبة تفوق للمسيحيين على المسلمين.

حيث إنه حسب المادة 24 من الدستور فإن المجلس يتكون من نواب منتخبون على أن يترك عددهم وكيفية انتخابهم وفقاً لقانون الانتخاب، وفي التعديل الدستوري الذي أقر بعد اتفاق الطائف بتاريخ 21 سبتمبر 1990 أضيف إلى المادة السابقة فقرة كيفية تكوين المجلس من حيث انتخاب النواب بالتساوي بين المسيحيين والمسلمين، وأن يقسموا نسبياً بين طوائف كل من الفئتين، ونسبياً بين المناطق. كما إنه وحسب المادة 27 فإن عضو المجلس يمثل الأمة اللبنانية جمعاء.

## رئيس مجلس النواب
حسب الميثاق الوطني فإن رئاسة المجلس حق للطائفة الشيعية، على الرغم من إنه في بداية تكوين المجلس أثناء فترة الانتداب الفرنسي قد تولى رئاسة المجلس أشخاص ينتمون لمذاهب أخرى، إلا إن حق الطائفة الشيعية قد أقر في الميثاق الوطني عند التوقيع عليه قبل الاستقلال. يرأس مجلس النواب الآن نبيه بري، وهو رئيس المجلس منذ عام 1992. أما نائب رئيس مجلس النواب فهو لطائفة الروم الأرثوذكس، بحسب الميثاق الوطني، ويشغله حاليًا إلياس بو صعب، وهو يتولى هذا المنصب منذ انتخابات عام 2022.

## هيئة مكتب المجلس
تتكون هيئة مكتب مجلس النواب حالياً من:
- نبيه بري (رئيسًا).
- إلياس بو صعب (نائبًا للرئيس).
- آلان عون وهادي أبو الحسن (أمناء السر).
- ميشال موسى، هاغوب بقرادونيان، عبد الكريم كبارة (المفوضون).

## مهام المجلس وأعماله
حسب الدستور اللبناني فإن مجلس النواب هو من يتولى وحدة السلطة التشريعية. وبين الدستور في المادة 32 بأن المجلس يجتمع كل سنة في عقدين يبدأ الأول في يوم الثلاثاء الذي يلي يوم 15 مارس / آذار ويستمر بالانعقاد حتى نهاية مايو / أيار، بينما يبدأ العقد الثاني في يوم الثلاثاء الذي يلي يوم 15 أكتوبر / تشرين الأول على أن يتم تخصيص جلسات هذا العقد في بحث الموازنة والتصويت عليها قبل أي عمل آخر ويستمر العقد الثاني بالانعقاد حتى نهاية العام.

وبحسب المادة 33 من الدستور فإنها أعطت رئيس الجمهورية حق دعوة المجلس للانعقاد بعقود استثنائية وذلك بعد الاتفاق مع رئيس الحكومة وذلك بمرسوم يحدد تاريخ الافتتاح والاختتام وبرنامج العقد الاستثنائي، كما إن الدستور أعطى الأكثرية المطلقة من أعضاء المجلس الحق بالطلب من رئيس الجمهورية إلى افتتاح عقد استثنائي وهو عليه أن يدعو المجلس بعد الطلب.

ولا تكون جلسات المجلس قانونية ما لم تحضرها أكثرية أعضائه والقرارات لا تتخذ إلا بغالبية الأصوات وذلك ما بينته المادة 34 من الدستور.

وجلسات المجلس علنية وذلك حسب المادة 35 من الدستور، إلا إنه يجوز عقد جلسات سرية بناء على طلب الحكومة أو خمسة من أعضائه، ويجوز إعادة مناقشة المواضيع التي طرحت بالجلسة السرية بالجلسة العلنية.

## التمديد للبرلمان
على الرغم من أن مدة دورة البرلمان هي أربعة سنوات، إلا إنه كان بظروف استثنائية يقوم البرلمان بالتمديد لنفسه لدورات متتالية لتعثر إجراء انتخابات، ومنها التمديدات أثناء فترة الحرب الأهلية اللبنانية، حيث قام البرلمان المنتخب بعام 1972 بالتمديد لنفسه أكثر من مرة، واستمرت مدة ولايته لغاية عام 1992.
وفي العصر الحديث قام برلمان عام 2009 بالتمديد لنفسه أكثر من مرة، حيث إنه وقبل انتهاء ولاية البرلمان أجريت في 31 أيار / مايو 2013 اجتمع المجلس بحضور 98 من أصل 128 من النواب وأقر تعديل لقانون الانتخاب من مادة وحيدة تم خلالها تمديد ولاية المجلس حتى 20 تشرين الثاني / نوفمبر 2014 وتم التصويت بالاجماع الحضور 98 نائب، وكان ذلك بحجة الظروف الأمنية الاستثنائية التي تمر بها البلاد. وقبل انقضاء المدة الممددة، اجتمع البرلمان في 5 تشرين الثاني / نوفمبر 2014 وقرّر التمديد لنفسه حتى 20 حزيران / يونيو 2017، وهذا يعني أنه قرر التمديد لنفسه مدة أربعة سنوات كاملة منذ التاريخ المفترض لانتهاء ولايته في 20 حزيران / يونيو 2013، وكانت التمديد بأغلبية 95 صوتاً ومعارضة نائبي حزب الطاشناق وغياب لنواب التيار الوطني الحر الذين قرروا مقاطعة الجلسة.

## القانون الانتخابي النسبي
قبل إنهاء ولاية المجلس الممددة اجتمع البرلمان في 16 حزيران / يونيو 2017 وأقر قانون انتخابي جديد على أساس النظام التصويت النسبي، وضم في بنود القانون تأجيل تقني للبرلمان لمدة 11 شهر، بحيث تنتهي أعمال البرلمان في 20 أيار / مايو 2018. في 9 يناير 2025، يعقد مجلس النواب اللبناني جلسة لانتخاب رئيس جديد للجمهورية، في محاولة لإنهاء الفراغ الرئاسي الذي يعاني منه لبنان منذ انتهاء ولاية الرئيس السابق ميشال عون في أكتوبر 2022.
يُذكر أن منصب الرئاسة ظل شاغراً منذ مغادرة عون قصر بعبدا بعد انتهاء ولايته، ولم تُسفر الجلسات الـ12 التي عقدها مجلس النواب، آخرها في يونيو 2023، عن انتخاب رئيس جديد.

## أعضاء مجلس النواب لدورة عام 2018
| طائفة المقعد | النائب                                  | الانتماء السياسي والكتلة النيابية                       |
| --- | --------------------------------------- | ------------------------------------------------------- |
| دائرة بيروت الأولى (الأشرفية / الرميل / المدور / الصيفي)                                                           |                                         |                                                         |
| الموارنة | نديم الجميل (استقال) ←                  | حزب الكتائب اللبنانية كتلة حزب الكتائب                  |
| الروم الكاثوليك | نقولا صحناوي                            | التيار الوطني الحر كتلة لبنان القوي                     |
| روم أرثوذكس | عماد واكيم                              | القوات اللبنانية كتلة الجمهورية القوية                  |
| أرمن أرثوذكس | هاغوب ترزيان                            | حزب الطاشناق كتلة النواب الأرمن / كتلة لبنان القوي      |
| أرمن أرثوذكس | ألكسندر ماطوسيان                        | حزب الطاشناق كتلة النواب الأرمن / كتلة لبنان القوي      |
| أرمن أرثوذكس | بولا يعقوبيان (استقالت) ←               | مستقلة                                                  |
| أرمن كاثوليك | جان طالوزيان                            | مستقل كتلة الجمهورية القوية (حتى 21 أكتوبر 2020)        |
| أقليات | أنطوان بانو                             | التيار الوطني الحر كتلة لبنان القوي                     |
| دائرة بيروت الثانية (راس بيروت / دار المريسة / ميناء الحصن / زقاق البلاط / المزرعة / المصيطبة / المرفأ / الباشورة) |                                         |                                                         |
| السنة | سعد الحريري                             | تيار المستقبل كتلة تيار المستقبل                        |
| السنة | عدنان الطرابلسي                         | جمعية المشاريع الخيرية الإسلامية كتلة اللقاء التشاوري   |
| السنة | تمام سلام                               | مستقل                                                   |
| السنة | فؤاد مخزومي                             | حزب الحوار الوطني                                       |
| السنة | رولا الطبش                              | تيار المستقبل كتلة تيار المستقبل                        |
| السنة | نهاد المشنوق                            | مستقل                                                   |
| الشيعة | أمين شري                                | حزب الله كتلة الوفاء للمقاومة                           |
| الشيعة | محمد خواجة                              | حركة أمل كتلة التنمية والتحرير                          |
| الدروز | فيصل الصايغ                             | الحزب التقدمي الاشتراكي كتلة اللقاء الديمقراطي          |
| روم أرثوذكس | نزيه نجم                                | تيار المستقبل كتلة تيار المستقبل                        |
| إنجيلي | إدغار الطرابلسي                         | التيار الوطني الحر كتلة لبنان القوي                     |
| دائرة الجنوب الأولى (صيدا / جزين)                                                                                  |                                         |                                                         |
| السنة | بهية الحريري                            | تيار المستقبل كتلة تيار المستقبل                        |
| السنة | أسامة سعد                               | التنظيم الشعبي الناصري                                  |
| الموارنة | إبراهيم عازار                           | مستقل كتلة التنمية والتحرير                             |
| الموارنة | زياد أسود                               | التيار الوطني الحر كتلة لبنان القوي                     |
| الروم الكاثوليك | سليم خوري                               | التيار الوطني الحر كتلة لبنان القوي                     |
| دائرة الجنوب الثانية (صور / الزهراني)                                                                              |                                         |                                                         |
| الشيعة | نبيه بري                                | حركة أمل كتلة التنمية والتحرير                          |
| الشيعة | علي عسيران                              | حركة أمل كتلة التنمية والتحرير                          |
| الشيعة | نواف الموسوي (استقال) ← حسن عز الدين    | حزب الله كتلة الوفاء للمقاومة                           |
| الشيعة | حسين جشي                                | حزب الله كتلة الوفاء للمقاومة                           |
| الشيعة | علي خريس                                | حركة أمل كتلة التنمية والتحرير                          |
| الشيعة | عناية عز الدين                          | حركة أمل كتلة التنمية والتحرير                          |
| الروم الكاثوليك | ميشال موسى                              | حركة أمل كتلة التنمية والتحرير                          |
| دائرة الجنوب الثالثة (بنت جبيل / النبطية / مرجعيون / حاصبيا)                                                       |                                         |                                                         |
| الشيعة | حسن فضل الله                            | حزب الله كتلة الوفاء للمقاومة                           |
| الشيعة | محمد رعد                                | حزب الله كتلة الوفاء للمقاومة                           |
| الشيعة | علي فياض                                | حزب الله كتلة الوفاء للمقاومة                           |
| الشيعة | علي حسن خليل                            | حركة أمل كتلة التنمية والتحرير                          |
| الشيعة | هاني قبيسي                              | حركة أمل كتلة التنمية والتحرير                          |
| الشيعة | علي أحمد بزي                            | حركة أمل كتلة التنمية والتحرير                          |
| الشيعة | أيوب حميد                               | حركة أمل كتلة التنمية والتحرير                          |
| الشيعة | ياسين جابر                              | حركة أمل كتلة التنمية والتحرير                          |
| الدروز | أنور الخليل                             | مستقل كتلة التنمية والتحرير                             |
| السنة | قاسم هاشم                               | حزب البعث العربي الاشتراكي كتلة التنمية والتحرير        |
| روم أرثوذكس | أسعد حردان                              | الحزب السوري القومي الاجتماعي الكتلة القومية الاجتماعية |
| دائرة البقاع الأولى (زحلة)                                                                                         |                                         |                                                         |
| الروم الكاثوليك | جورج عقيص                               | القوات اللبنانية كتلة الجمهورية القوية                  |
| الروم الكاثوليك | ميشيل ضاهر                              | مستقل كتلة لبنان القوي (حتى 8 أغسطس 2020)               |
| الشيعة | أنور جمعة                               | حزب الله كتلة الوفاء للمقاومة                           |
| السنة | عاصم عراجي                              | تيار المستقبل كتلة تيار المستقبل                        |
| الموارنة | سليم عون                                | التيار الوطني الحر كتلة لبنان القوي                     |
| روم أرثوذكس | سيزار معلوف                             | القوات اللبنانية كتلة الجمهورية القوية                  |
| أرمن أرثوذكس | إدي دمرجيان                             | مستقل                                                   |
| دائرة البقاع الثانية (راشيا / البقاع الغربي)                                                                       |                                         |                                                         |
| السنة | عبد الرحيم مراد                         | مستقل كتلة اللقاء التشاوري                              |
| السنة | محمد القرعاوي                           | تيار المستقبل كتلة تيار المستقبل                        |
| روم أرثوذكس | إيلي الفرزلي                            | مستقل كتلة لبنان القوي (حتى 21 أبريل 2021)              |
| الموارنة | هنري شديد                               | مستقل كتلة تيار المستقبل                                |
| الشيعة | محمد نصر الله                           | حركة أمل كتلة التنمية والتحرير                          |
| الدروز | وائل أبو فاعور                          | الحزب التقدمي الاشتراكي كتلة اللقاء الديمقراطي          |
| دائرة البقاع الثالثة (بعلبك / الهرمل)                                                                              |                                         |                                                         |
| الشيعة | جميل السيد                              | مستقل                                                   |
| الشيعة | غازي زعيتر                              | حركة أمل كتلة التنمية والتحرير                          |
| الشيعة | إيهاب حمادة                             | حزب الله كتلة الوفاء للمقاومة                           |
| الشيعة | علي المقداد                             | حزب الله كتلة الوفاء للمقاومة                           |
| الشيعة | إبراهيم الموسوي                         | حزب الله كتلة الوفاء للمقاومة                           |
| الشيعة | حسين الحاج حسن                          | حزب الله كتلة الوفاء للمقاومة                           |
| السنة | بكر الحجيري                             | تيار المستقبل كتلة تيار المستقبل                        |
| السنة | الوليد سكرية                            | مستقل كتلة اللقاء التشاوري                              |
| الموارنة | أنطوان حبشي                             | القوات اللبنانية كتلة الجمهورية القوية                  |
| الروم الكاثوليك | ألبير منصور                             | الحزب السوري القومي الاجتماعي الكتلة القومية الاجتماعية |
| دائرة الشمال الأولى (عكار)                                                                                         |                                         |                                                         |
| السنة | وليد البعريني                           | تيار المستقبل كتلة تيار المستقبل                        |
| السنة | محمد سليمان                             | تيار المستقبل كتلة تيار المستقبل                        |
| السنة | طارق المرعبي                            | تيار المستقبل كتلة تيار المستقبل                        |
| الموارنة | هادي حبيش                               | تيار المستقبل كتلة تيار المستقبل                        |
| روم أرثوذكس | وهبي قاطيشا                             | القوات اللبنانية كتلة الجمهورية القوية                  |
| روم أرثوذكس | أسعد درغام                              | التيار الوطني الحر كتلة لبنان القوي                     |
| علوي | مصطفى حسين                              | التيار الوطني الحر كتلة لبنان القوي                     |
| دائرة الشمال الثانية (طرابلس / المنية / الضنية)                                                                    |                                         |                                                         |
| السنة | نجيب ميقاتي                             | تيار العزم كتلة الوسط المستقل                           |
| السنة | فيصل كرامي                              | تيار الكرامة كتلة اللقاء التشاوري                       |
| السنة | جهاد الصمد                              | مستقل                                                   |
| السنة | عثمان علم الدين                         | تيار المستقبل كتلة تيار المستقبل                        |
| السنة | سامي فتفت                               | تيار المستقبل كتلة تيار المستقبل                        |
| السنة | محمد كبارة                              | تيار المستقبل كتلة تيار المستقبل                        |
| السنة | سمير الجسر                              | تيار المستقبل كتلة تيار المستقبل                        |
| السنة | ديما جمالي                              | تيار المستقبل كتلة تيار المستقبل                        |
| روم أرثوذكس | نقولا نحاس                              | تيار العزم كتلة الوسط المستقل                           |
| الموارنة | جان عبيد (توفي في 8 فبراير 2021) ←      | تيار العزم كتلة الوسط المستقل                           |
| علوي | علي درويش                               | تيار العزم كتلة الوسط المستقل                           |
| دائرة الشمال الثالثة (زغرتا / بشري / الكورة / البترون)                                                             |                                         |                                                         |
| الموارنة | جبران باسيل                             | التيار الوطني الحر كتلة لبنان القوي                     |
| الموارنة | ستريدا جعجع                             | القوات اللبنانية كتلة الجمهورية القوية                  |
| الموارنة | طوني فرنجية                             | تيار المردة كتلة التكتل الوطني                          |
| الموارنة | جوزيف إسحاق                             | القوات اللبنانية كتلة الجمهورية القوية                  |
| الموارنة | فادي سعد                                | القوات اللبنانية كتلة الجمهورية القوية                  |
| الموارنة | ميشال معوض (استقال) ←                   | حركة الاستقلال كتلة لبنان القوي (حتى بداية عام 2020)    |
| الموارنة | إسطفان الدويهي                          | تيار المردة كتلة التكتل الوطني                          |
| روم أرثوذكس | سليم سعادة                              | الحزب السوري القومي الاجتماعي الكتلة القومية الاجتماعية |
| روم أرثوذكس | فايز غصن                                | تيار المردة كتلة التكتل الوطني                          |
| روم أرثوذكس | جورج عطالله                             | التيار الوطني الحر كتلة لبنان القوي                     |
| دائرة جبل لبنان الأولى (جبيل / كسروان)                                                                             |                                         |                                                         |
| الموارنة | سيمون أبي رميا                          | التيار الوطني الحر كتلة لبنان القوي                     |
| الموارنة | زياد حواط                               | القوات اللبنانية كتلة الجمهورية القوية                  |
| الموارنة | فريد هيكل الخازن                        | مستقل كتلة التكتل الوطني                                |
| الموارنة | شوقي الدكاش                             | القوات اللبنانية كتلة الجمهورية القوية                  |
| الموارنة | شامل روكز                               | مستقل كتلة لبنان القوي (حتى 26 أكتوبر 2019)             |
| الموارنة | نعمة افرام (استقال) ←                   | مستقل كتلة لبنان القوي (حتى 26 أكتوبر 2019)             |
| الموارنة | روجيه عازار                             | التيار الوطني الحر كتلة لبنان القوي                     |
| الشيعة | مصطفى الحسيني (توفي في 28 يوليو 2021) ← | مستقل كتلة التكتل الوطني                                |
| دائرة جبل لبنان الثانية (المتن)                                                                                    |                                         |                                                         |
| الموارنة | إبراهيم كنعان                           | التيار الوطني الحر كتلة لبنان القوي                     |
| الموارنة | إدي أبي اللمع                           | القوات اللبنانية كتلة الجمهورية القوية                  |
| الموارنة | سامي الجميل (استقال) ←                  | حزب الكتائب اللبنانية كتلة حزب الكتائب                  |
| الموارنة | إلياس حنكش (استقال) ←                   | حزب الكتائب اللبنانية كتلة حزب الكتائب                  |
| روم أرثوذكس | ميشال المر (توفي في 31 يناير 2021) ←    | مستقل                                                   |
| روم أرثوذكس | إلياس بو صعب                            | التيار الوطني الحر كتلة لبنان القوي                     |
| الروم الكاثوليك | إدي معلوف                               | التيار الوطني الحر كتلة لبنان القوي                     |
| أرمن أرثوذكس | هاغوب بقرادونيان                        | حزب الطاشناق كتلة النواب الأرمن / كتلة لبنان القوي      |
| دائرة جبل لبنان الثالثة (بعبدا)                                                                                    |                                         |                                                         |
| الموارنة | آلان عون                                | التيار الوطني الحر كتلة لبنان القوي                     |
| الموارنة | حكمت ديب                                | التيار الوطني الحر كتلة لبنان القوي                     |
| الموارنة | بيار أبو عاصي                           | القوات اللبنانية كتلة الجمهورية القوية                  |
| الشيعة | علي عمار                                | حزب الله كتلة الوفاء للمقاومة                           |
| الشيعة | فادي علامة                              | حركة أمل كتلة التنمية والتحرير                          |
| الدروز | هادي أبو الحسن                          | الحزب التقدمي الاشتراكي كتلة اللقاء الديمقراطي          |
| دائرة جبل لبنان الرابعة (الشوف / عاليه)                                                                            |                                         |                                                         |
| الدروز | تيمور جنبلاط                            | الحزب التقدمي الاشتراكي كتلة اللقاء الديمقراطي          |
| الدروز | مروان حمادة (استقال) ←                  | الحزب التقدمي الاشتراكي كتلة اللقاء الديمقراطي          |
| الدروز | أكرم شهيب                               | الحزب التقدمي الاشتراكي كتلة اللقاء الديمقراطي          |
| الدروز | طلال أرسلان                             | الحزب الديمقراطي كتلة ضمانة الجبل / كتلة لبنان القوي    |
| السنة | محمد الحجار                             | تيار المستقبل كتلة تيار المستقبل                        |
| السنة | بلال عبد الله                           | الحزب التقدمي الاشتراكي كتلة اللقاء الديمقراطي          |
| الموارنة | هنري الحلو (استقال) ←                   | مستقل كتلة اللقاء الديمقراطي                            |
| الموارنة | سيزار أبي خليل                          | التيار الوطني الحر كتلة ضمانة الجبل / كتلة لبنان القوي  |
| الموارنة | جورج عدوان                              | القوات اللبنانية كتلة الجمهورية القوية                  |
| الموارنة | ماريو عون                               | التيار الوطني الحر كتلة ضمانة الجبل / كتلة لبنان القوي  |
| الموارنة | فريد البستاني                           | مستقل كتلة ضمانة الجبل / كتلة لبنان القوي               |
| روم أرثوذكس | أنيس نصار                               | القوات اللبنانية كتلة الجمهورية القوية                  |
| الروم الكاثوليك | نعمة طعمة                               | الحزب التقدمي الاشتراكي كتلة اللقاء الديمقراطي          |

## مواقع خارجية
- موقع مجلس النواب اللبناني.